# Rheum nobile

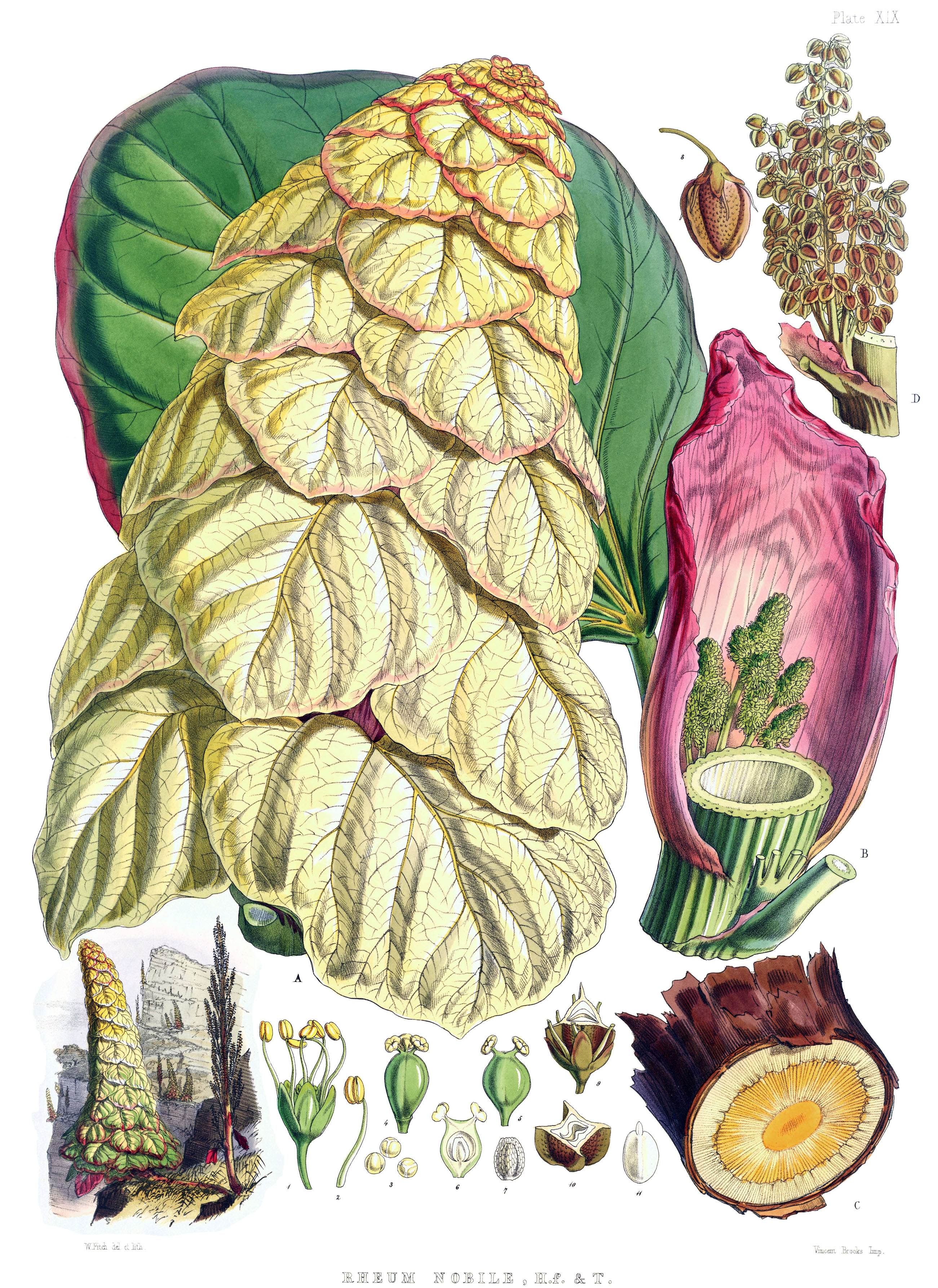
Detalles botánicos

Rheum nobile es una especie de planta herbácea gigante originaria del Himalaya, desde el noreste de Afganistán, al este por el norte de Pakistán y la India, Nepal, Sikkim (India), Bhután y el Tíbet a Myanmar, que se producen en la zona alpina a 4000-4800 m de altitud.

## Descripción
Es una especie extraordinaria de ruibarbo (género Rheum ) que alcanza 1-2 m de altura, R. nobile sobresale por encima de todos los arbustos y las hierbas bajas en su hábitat, y es visible a través de los valles una milla de distancia.
R. nobile a menudo se la llama una planta de invernadero debido a su cortina exterior de translúcidas brácteas que pasan la luz visible, creando un efecto invernadero, mientras que bloquea la radiación ultravioleta. Estas son defensas importantes contra el aumento de la exposición a rayos UV-B y al frío extremo en su hábitat de alta altitud.
Fotografías de su inflorescencia, supuestamente mostrando una "flor de pagoda", se han compartido con frecuencia en las redes sociales junto con la falsa afirmación de que solo florece una vez cada 400 años en el Himalaya.  Pero varios otros sitios web, incluido un catálogo en línea sobre las flores y el follaje de la India, revelan que florece anualmente en junio y julio.  Sí es de hecho una de las especies de plantas más grandes del Himalaya y crece en las cadenas montañosas de Nepal, Sikkim, Bután y Tíbet a altitudes de hasta 4000 m.  La planta puede crecer hasta dos metros de altura. Es a veces llamada ruibarbo noble o ruibarbo de Sikkim.

## Estructura
R. nobile es una torre cónica de delicadas brácteas de color pajizo, brillantes y translúcidas, que regularmente se superponen; las superiores tienen bordes rosados. Las hojas grandes, brillantes, verde con rojos pecíolos y nervios, forman una base amplia para la planta. El regreso de las brácteas membranosas revela, frágiles estípulas, de color rosa. Dentro de estos están ramificadas cortas panículas de verdes y diminutas flores.
La raíz mide a menudo 1-2 m de largo y es tan gruesa como un brazo, y de color amarillo brillante en el interior. Los tallos son agradablemente ácidos , y son consumidos por la población local, que le llaman a la planta Chuka. El hueco del tallo contiene una buena cantidad de agua límpida. Después de la floración, las brácteas se separan una de otra, convirtiéndose en gruesas de un color rojo-marrón. A medida que el fruto madura , las brácteas caen, dejando un tallo harapiento cubierto con panículas de frutos colgantes marrones.

## Brácteas

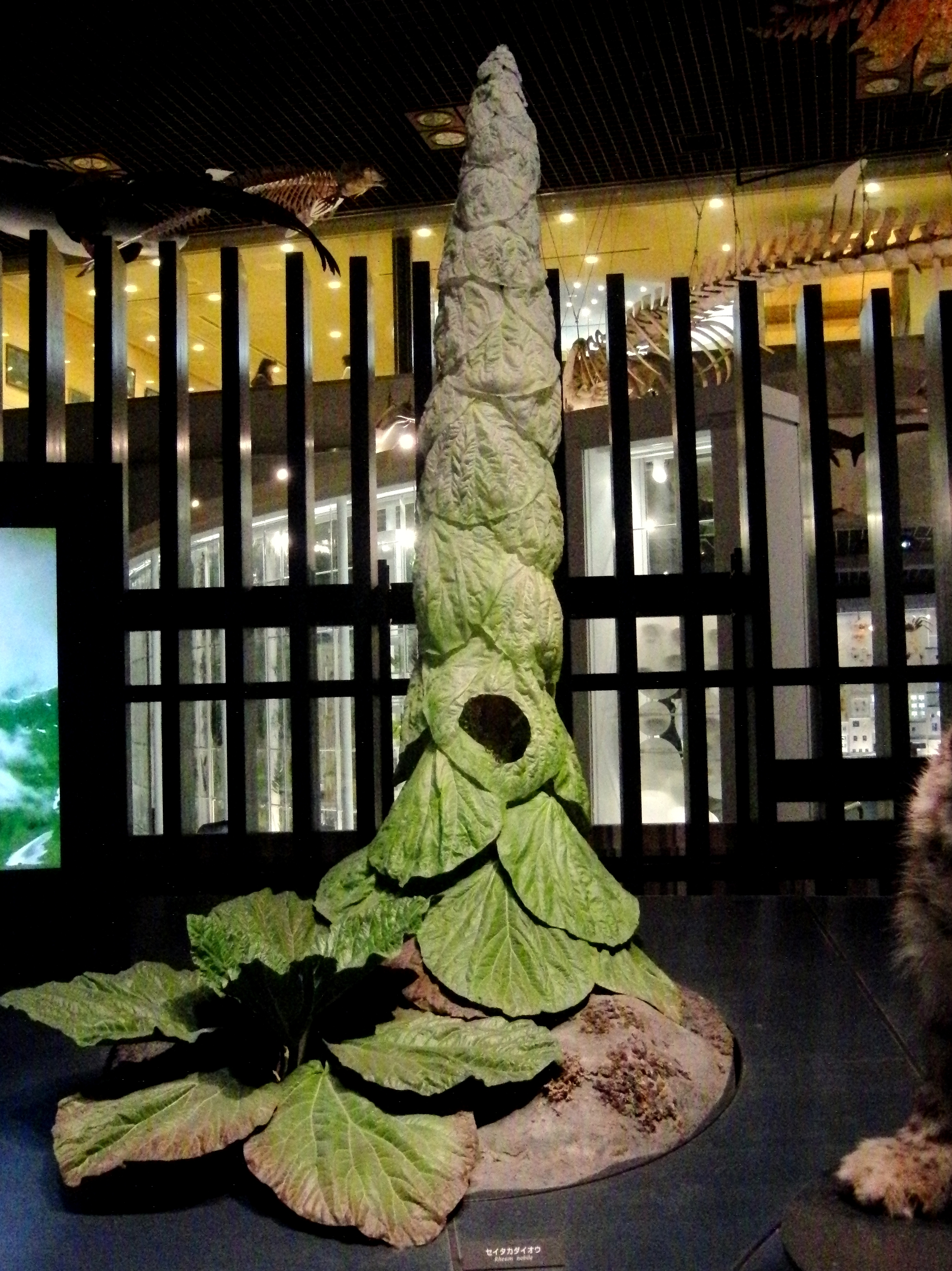
Modelo de tamaño real de Rheum nobile, exhibida en el Museo Nacional de Naturaleza y Ciencia, Tokio, Japón

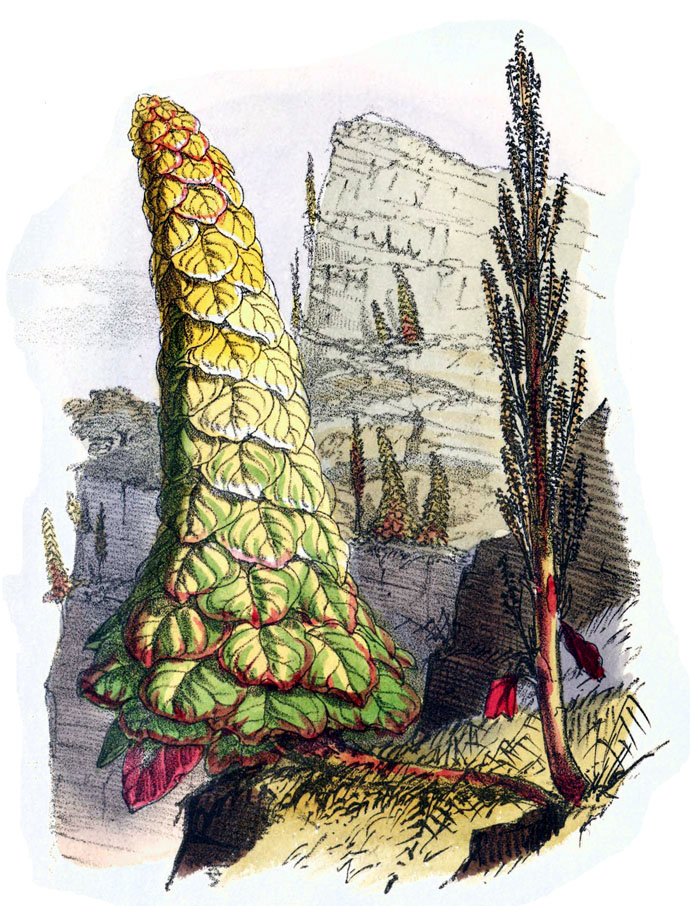
Ilustración

Las brácteas de R. nobile miden 110-170 micras de espesor y no se diferencian en empalizada y capas esponjosas. Ellas bloquean selectivamente la radiación ultravioleta, mientras que dejan pasar casi toda la luz visible , por lo que las flores en desarrollo y el meristemo apical están protegidos de la intensa radiación que se encuentra en estas altitudes. Los principales bloqueadores de UV que se encuentran en las brácteas son todos quercetina flavonoides:
- La rutina , quercetina 3 - O - rutinósido : generalizada en las plantas superiores y se informó anteriormente en hojas y pecíolos de otras especies de Rheum.
- Guaijaverin , quercetina 3 - O - arabinósido : primer informe en Rheum
- Hiperinflación , quercetina 3 - O - galactósido : generalizado en plantas y se informó anteriormente en hojas y pecíolos de R. rhaponticum
- Isoquercitrina , quercetina 3 - O - glucósido : generalizado en plantas y se informó anteriormente en hojas y pecíolos de R. rhaponticum
- La quercetina 3 - O - [6 "- (3-hidroxi-3-methylglutaroyl)-glucósido]: encontrado primero en la naturaleza
- Bloqueadores UV menores incluyen quercetina 7 - O - glucósido, quercetina, kaempferol glucósido y feruloil éster

## Taxonomía
El género fue descrito por Hook.f. & Thomas Thomson y publicado en Illustrations of Himalayan Plants , pl. 19. 1855.